# Gervatius Uri Khob
Gervatius Uri Khob (Tsumeb, África del Sudoeste; 3 de abril de 1972) es un exfutbolista de Namibia que jugaba en la posición de delantero.

## Carrera

### Club
Jugó toda su carrera con el Chief Santos de 1985 a 2005 donde fue conocido como un especialista en el cobro de tiros libres, equipo con el que fue campeón nacional en dos ocasiones y ganó cuatro copas nacionales.

### Selección nacional
Jugó para Namibia en 47 ocasiones de 1993 a 2003 y anotó 11 goles; participó en la Copa Africana de Naciones 1998 donde anotó dos goles en el empate 3-3 ante Angola.
| N.º | Fecha                   | Sede                                                                    | Rival      | Marcador | Resultado | Torneo                                                  | Ref.   |
| --- | ----------------------- | ----------------------------------------------------------------------- | ---------- | -------- | --------- | ------------------------------------------------------- | ------ |
| 1   | 16 de junio de 1996     | Estádio da Machava, Matola, Mozambique                                  | Mozambique | 1-1      | 1-1       | Clasificación para la Copa Mundial de Fútbol de 1998    | [ 5 ]  |
| 2   | 25 de agosto de 1996    | Independence Stadium, Windhoek, Namibia                                 | Botsuana   | 2-0      | 6-0       | Clasificación para la Copa Africana de Naciones de 1998 | [ 6 ]  |
| 3   | 8 de junio de 1997      | Samuel Kanyon Doe Sports Complex, Paynesville, Liberia                  | Liberia    | 2-1      | 2-1       | Clasificación para la Copa Mundial de Fútbol de 1998    | [ 7 ]  |
| 4   | 21 de junio de 1997     | Moi International Sports Centre, Kasarani, Kenia                        | Kenia      | 1-0      | 1-0       | Clasificación para la Copa Africana de Naciones 1998    | [ 8 ]  |
| 5   | 28 de junio de 1997     | Independence Stadium, Windhoek, Namibia                                 | Malaui     | 1-0      | 4-1       | Copa COSAFA 1997                                        | [ 9 ]  |
| 6   | 12 de febrero de 1998   | Stade Général Aboubacar Sangoulé Lamizana, Bobo-Dioulasso, Burkina Faso | Angola     | 1-0      | 3-3       | Copa Africana de Naciones 1998                          | [ 10 ] |
| 7   | 12 de febrero de 1998   | Stade Général Aboubacar Sangoulé Lamizana, Bobo-Dioulasso, Burkina Faso | Angola     | 3-1      | 3-3       | Copa Africana de Naciones 1998                          | [ 10 ] |
| 8   | 19 de abril de 1998     | National Sports Stadium, Harare, Zimbabue                               | Zimbabue   | 1-3      | 2-5       | Copa COSAFA 1998                                        | [ 11 ] |
| 9   | 11 de abril de 1994     | Stade Modibo Kéïta, Bamako, Malí                                        | Malí       | 1-0      | 1-2       | Clasificación para la Copa Africana de Naciones de 2000 | [ 12 ] |
| 10  | 15 de diciembre de 2001 | Botswana National Stadium, Gaborone, Botsuana                           | Botsuana   | —        | 2-3       | Amistoso                                                | [ 13 ] |
| 11  | 15 de diciembre de 2001 | Botswana National Stadium, Gaborone, Botsuana                           | Botsuana   | —        | 2-3       | Amistoso                                                | [ 13 ] |

## Logros
- Premier League de Namibia (2): 1993, 2003
- Copa de Namibia (4): 1991, 1998, 1999, 2000